# Salomón de la Selva
Salomón de Jesús Selva (León, Nicaragua; 20 de marzo de 1893-París, Francia; 5 de febrero de 1959) fue un poeta y político nicaragüense. Es miembro del grupo Los tres Grandes (con Azarías H. Pallais y Alfonso Cortés).

## Biografía
Salomón de la Selva fue hijo de un abogado Salomón Selva, quien luchó contra la dictadura de José Santos Zelaya. Cuando tenía 12 años, su padre fue arrestado y condenado a prisión. Salomón se presentó ante Zelaya durante una visita de éste a León y le ofreció un discurso en que recordó los derechos del hombre y del ciudadano siendo del agrado del dictador, quien ordenó la libertad del padre y le ofreció una beca para estudiar en los Estados Unidos, a donde se marchó con sólo 13 años. 

### Estudios en Estados Unidos
Cursó en el Williams College en Williamstown, Massachusetts, donde trabajaría como profesor de español con el profesor César Parrales. 
En el invierno de 1914-1915 conoció a Rubén Darío en Nueva York, a quien acompañó a una conferencia recital ofrecida en la Universidad de Columbia el 4 de febrero de 1915.Junto con Thomas Walsh, Salomon de la Selva traduciría 11 poemas de Rubén Darío, publicados como Eleven Poems of Rubén Darío. Translations by Thomas Walsh and Salomón de la Selva. Introduction by Pedro Henríquez Ureña. New York, G. P. Putnam, 1916. 

## Tropical Town and Other Poems
En 1918 publicó en Nueva York su libro de poesía Tropical Town and Other Poems, en inglés. Durante estos años frecuentó los círculos literarios de poetas jóvenes neoyorkinos entre los que se encontraban Stephen Vincent Benét y Edna St. Vincent Millay, con quien tuvo un romance. La etapa de Tropical Town and Other Poems está determinada por la nostalgia de la tierra natal, el aura exótica y la sensualidad del trópico. En Tropical Town and Other Poems asistimos a la primera construcción mítica del poeta, una mitificación que había de perseguirlo toda su vida, influyendo todas y cada una de sus producciones literarias e inconscientemente determinando muchas de sus futuras decisiones: la concepción mítica de Nicaragua. Tropical Town and Other Poems es una mitificación de su país natal, es Nicaragua vista por los ojos del exiliado, del desterrado, del joven que por vivir en el extranjero aprende a conocer su país, su ciudad natal. Todo en estos poemas, especialmente los de la primera sección, está visto a través de la memoria y la nostalgia, transformando los recuerdos de la infancia en imágenes poéticas de gran simplicidad y belleza. "Tropical Town", el primer poema de la colección es una pequeña descripción de León, su ciudad natal, dirigida a la interlocutora Miss Eugenia L. V. Geisenheimer, a quien el poema está dedicado. El tono del poema es conversacional y sumamente simple, en la vena de la tradición poética norteamericana, muy diferente de la retórica modernista de Darío y sus prosélitos leoneses. Aquí vemos por lo tanto la primera reacción de Salomón de la Selva, su convicción de ser diferente, de buscar su propio camino, de ser original aún a costa de sacrificar lo más querido. Esta política de ruptura, esta soledad del poeta, es a mi juicio el elemento más importante de su biografía literaria y uno de los puntos centrales de su poética. Los poemas de Tropical Town and Other Poems representan una reacción frente al modernismo y se inscriben dentro de la tradición de la poesía inglesa y la New American Poetry, pero su temática se alimenta del recuerdo y la nostalgia, del terruño lejano mitificado por la distancia. En esa combinación radica la originalidad y el valor de estos poemas. Son León sin la estética modernista, son Nicaragua sin la sombra del Olimpo. Aunque de la Selva volverá más adelante a alimentarse de los motivos de la mitología griega, en esta etapa inicial de su carrera poética, su gran aporte es precisamente desechar esa influencia, volverse contra ella, y optar más bien por una estética simple e inmediata.

## El soldado desconocido
Participó en la Primera Guerra Mundial como soldado en las fuerzas británicas, vertió sus experiencias en un libro de poesía, El soldado desconocido, escrito en español y publicado en México en 1922 con ilustraciones de Diego Rivera.El soldado desconocido, es su primer libro en español y uno de los mejores libros que ha dado la poesía nicaragüense. El poeta ve su libro como un monumento a todos aquellos soldados caídos en la contienda, soldado que podría haber sido él, muerto en una guerra de todos y de nadie, soldado voluntario al servicio de la Corona británica, soldado de las armas que en las trincheras oscuras y en las noches solitarias, sin ver al enemigo, se cuadraba en la otra trinchera y empuñaba el verso. La guerra que gana Salomón de la Selva no es la conflagración mundial, su victoria es la otra, es la guerra del sentimiento y el color, la guerra de la sensibilidad poética y de la evocación, la elegancia y la cadencia del verso que habiendo asimilado la lección modernista se entrega a la belleza de lo cotidiano, la lucha constante por lograr el balance ideal, la justa proporción de lo prosáico y lo poético. La pedestre realidad del ser humano y la belleza que encierra, debía ser expresada en un lenguaje particular y refinado, pero al mismo tiempo real y verídico, un lenguaje que hablara de los sentimientos y los deseos en términos de sentimientos y deseos. 
          A lo largo de todo el poemario se deja sentir la sensualidad de la muerte, sensualidad que dialécticamente alcanza su mayor expresión en el poema "La Paz". Otros temas recurrentes son el amor y sobre todo la novia, la muchacha que ha quedado en algún lugar, alguien a quien escribirle una carta o varias, alguien que espere el regreso del soldado, algún día. La guerra, la cruenta batalla, el amigo muerto, la balloneta y las granadas, el ataque, todas estas experiencias se van convirtiendo en forma poética, en verso de delicado corte y crudo material. Salomón de la Selva manipula los temas para convertirlos en canto: los piojos, la maldad, los dedos de los pies, todo se va convirtiendo en signo de sí mismo, en canto desenfadado y puro, en música plena. Esta es la gran batalla de Salomón de la Selva y su monumento al soldado desconocido. En esta colección hay poemas bellísimos, antológicos, como "La bala" por ejemplo, donde la heroicidad del soldado se antepone a los dolores y los peligros de la guerra. El sacrificio es honroso y glorifica, y el concepto de guerra y amor van entretejidos, aleación que es fundamental para este poema, que seguirá siendo un tema recurrente en la poesía de vanguardia, y que sobre todo, será una constante en la poesía de Ernesto Cardenal y la poesía revolucionaria nicaragüense. "Poco se ha dicho de la influencia que este poemario ha tenido en la poesía que le sucede, y no sé si en realidad se podría hablar de influencia, ya que la obra de Solomón había sido poco leída en Nicaragua. Cincuenta años hubo que esperar para que se reditara esta colección y esa fue la etapa decisiva de la formación y desarrollo de las vanguardias. Quizás sería mejor hablar de coincidencias, de pautas abiertas por este poeta precoz y genial, y seguidas, sin saberlo, por Vallejo, por Neruda, por los Estridentistas y los Contemporáneos en México, por los poetas vanguardistas nicaragüenses".

## Obra neoclásica
A partir de 1923 de la Selva empieza a apartarse de la estética vanguardista, y pasan diez años antes de que dé a la imprenta otra colección de poemas, Las hijas de Erechteo y poesías (1933). Este pequeño volumen donde combina verso y prosa marca ya un viraje radical en su poética y define lo que será su credo poético por el resto de su vida. Después de otro largo silencio Salomón de la Selva presenta otra colección que reafirma a su voluntad estilística y su nueva poética. Evocación de Horacio (1949) es un largo poema de ochenta páginas donde tomando como motivo al poeta romano Quinto Horacio Flaco, recrea en formas modernas una poética inspirada en la enseñanza de los clásicos. Su definición de la poesía en el Epodo II es una de las más bellas que yo he jamás leído:
                                   La poesía es memoria.
                                   Secuencia interminable, perla y perla,
                                   cuenta y cuenta, en collar. Es ola y ola
                                   -oceanus circumvagus-
                                   como el mar encerrado en la cintura de la Tierra.
                                   Pasión en el recuerdo revivida.
                                   Reflejo en un espejo
                                   que el verso enmarca y delimita.
                                   Misterio de Narciso. Sacramento
                                   de la ninfa
                                   Eco.
                                                                       (Evocación de Horacio, 14)
Pero ese poema del que habla el poeta debía ser compuesto, como dice de Horacio, con "las asonantes discretas, / las aliteraciones elegantes, / lustrosas las anáforas... / el tema noble, / y el substantivo único... (20 in passim). Vemos que su poética de esta época es totalmente opuesta a la que sustentaba una obra como El soldado desconocido. El feísmo, el prosaísmo con el que había estado experimentando en aquella época ha desaparecido por completo. Para él, en este momento de su poética, el título de "poesía" corresponde sólo "a la más bella, a la más dulce y digna" (81).
           Siguiendo su particular programa poético Salomón de la Selva publica su Canto a la Independencia Nacional de México (1955), largo poema épico "a la manera daríaca" (xi) que canta a la naturaleza rebelde y casta, a las aguas fecundas y vitales, a los grandes hombres de la gesta mexicana, a sus mujeres y sus niños, recreando sus grandes mitos y reviviendo la sórdida batalla y la derrota. El Canto a la Independencia es también una visión del futuro, una guía y un programa para una nación joven. La poética que patentizan sus versos es totalmente de corte clásico y neoclásico, concebida bajo la influencia de Esquilo, poema con "nobles vinculaciones, como conviene que toda gran poesía tenga"(xxxiv).
           En su siguiente libro Evocación de Píndaro (1957), Salomón de la Selva entona un canto a la belleza y un homenaje al poeta que canta a la belleza: "Nada es intelectual si no es belleza."  Evocación de Píndaro es un canto a Darío, un canto a su Nicaragua querida, a su América indígena; un canto de amor a la humanidad y por la humanidad. Es un poema de 3405 versos compuesto en el espíritu pindárico, para celebrar, en el maratón de los juegos deportivos Panamericanos, la victoria política de Mateo Alemán. "Por eso, persuadido / de que en su tiempo Píndaro te hubiera honrado, / bajo su evocación, Mateo Flores, quiero / celebrar tu victoria con el honor de tu canto / de vida y esperanza..." (56). Doble tributo, doble homenaje que el poeta concede al mismo tiempo que reafirma su sed de clasicismo, su voluntad de imitación y estilo.
           Si bien es cierto que Salomón de la Selva encuentra la mayor fuente de inspiración en Horacio y en Píndaro, no debe por otro desdeñarse la influencia que ejerció en él el llamado de Darío a encontrar la poesía en el pasado indígena, "en Palenque y en Utatlán" (713). Testimonio de esto es su Acomixtli Nezahualcóyotl. Poema en tres tiempos clásicos (1958); poema donde se recrea la terrible contienda de la conquista:
                                   Después ardió Texcoco:
                                   reflejó el lago
                                   seis días y seis noches
                                   las rojas llamas
                                   con humareda grande,
                                   rojiza y negra:
                                   no quedó casa ilesa,
                                   ni doncella inviolada.
                                   ni guerrero con hálito
                                   de vida. Perecieron
                                   también niños y niñas. (35)
Pero al final del poema hay un canto de esperanza, hay una nación que renace de sus mitos y se prepara para el futuro.
           Así termina la historia literaria de Salomón de la Selva. Un hombre con un tremendo genio poético. Un hombre que como bien ha afirmado Jorge Eduardo Arellano, "logró innovar formas de la poesía popular española adelantándose al neo-popularismo peninsular de la generación del 27, abriendo las puertas a la poesía afrocaribeña y sentando las bases del exteriorismo y la estética de vanguardia".
           Pablo Antonio Cuadra en su artículo "El maestro humanista" ha mencionado esta mudanza en la poética de Salomón de la Selva, pero no da ninguna explicación al respecto. El poeta Cuadra señala certeramente la tradición neoclásica en la literatura centroamericana, tradición que empieza en Rafael Landívar y su Rusticatio Mexicana (1781), pero eso no explica el cambio. Como he demostrado Nicasio Urbina, de la Selva describió un viraje diametral en su poética que no puede ser explicado más que por medio a una reacción ante la experimentación de los movimientos de Vanguardia en América Latina, y en especial ante los movimientos de Vanguardia mexicano y nicaragüense. Al ver lo que los jóvenes estaban haciendo de la Selva adopta una posición de rechazo, desiste de continuar esa vena que ahora considera ha degenerado en un juego que nada tiene de poético, y se refugia en un neoclasicismo de indudable valor poético pero evidentemente anacrónico. Es imposible evaluar correctamente la obra de Salomón de la Selva sin entender la razón de sus mudanzas poéticas. Uno de los más grandes poetas de Nicaragua y América Latina, cuyo sendero siempre solitario, siempre contra la corriente, sirve como paradigma al desarrollo de la literatura latinoamericana.

## Ensayos
Salomón de la Selva fue un brillante ensayista y lo cultivó duante toda su vida. En los Estados Unidos primero, luego en México, en Nicaragua, en Costa Rica y finalmente de regreso en México, siempre publicó ensayos políticos, literarios y de divulgación general. Escribió en Repertorio Americano de Costa Rica un artículo sobre El Güegüence titulado "Cosas de Nicaragua: El Macho Ratón" en 1931. Publicó ensayos litrarios sobre Rubén Darío, Alfonso Cortés, Eunice Odio, Juan Montalvo, Cosmapa, la novela de José Román, y muchos más. A su gran maestro Pedro Henríquez Ureña lo recordará en su ensayo "In Memoriam", publicado en El Universal de México en 1946. De su amistad con Edna St. Vincent Millay dejó un ensayo publicado en Revista Antológica de México en 1950. Su "Carta a la Academia Mexicana de la Lengua" escrita en 1952 demuestra su vasta cultura literaria y conocimiento universal. Escribió su "Prolegómeno para un estudio sobre la educación que debe darse a los tiranos. Dos ensayos: Julio César y Alejandro Hamilton", un estudio amplio sobre filosofía política. Según Julio Valle-Castillo, "Cultivando y entremezclando todas las modalidades del ensayo De la Selva logró crear dos variantes con rasgos o características muy suyas, tales como los Persiflages y las Acróacis"Salomón de la Selva tuvo también una actividad política influyente y en el movimiento sindicalista estadounidense llegó a ser secretario del dirigente obrero Samuel Gompers. Entre 1925 y 1929 vivió en Nicaragua, se dedicó al activismo sindical de tendencia laborista, impulsó la afiliación de la Federación Obrera Nicaragüense a la Central Obrera Panamericana, adscrita a su vez a la Federación Americana del Trabajo.Fue expulsado de Nicaragua por motivos políticos y se estableció en Costa Rica donde publicó sus Persiflages en el Repertorio Americano. Luego pasó a Panamá donde editó el Digesto Latinoamericano, un semanario bilingüe del periódico Panamá American

## Apoyo a Sandino
Salomón de la Selva fue un decidido y ferviente seguidor de Augusto C. Sandino. Hacia 1930 realizó campaña en Nicaragua a favor de la gesta libertaria del general Augusto C. Sandino, publicó notas periodísticas en San José, Costa Rica, en medios como en el Diario de Costa Rica y en el Repertorio Americano de Joaquín García Monge.Cuando se da el asesinato de Sandino en 1934, de la Selva publica su "Breve noticia de la carrera de Sandino" en el Digesto Latinoamericano, seguido de varios editoriales, reportajes y documentos.

## México
En 1935 se radica en la Ciudad de México, a donde llega a influir en la política mexicana. Junto con su hermano Rogerio de la Selva, llegó a ser consejero del Presidente Miguel Alemán Valdés, y su otro hermano Roberto de la Selva era escultor reconocido en México. El 4 de febrero de 1952, fue elegido miembro honorario de la Academia Mexicana de la Lenguapara cuyo ingreso escribió la "Carta" arriba mencionada. En México continuó su labor como articulista y reanudó la publicación del Digesto Latinoamericano. En 1937 crea el Centro de estudios pedagógicos e hispnaomericanos renovando su preocupación por la educación. En 1942 escribe una novela titulada La dionisiada que será publicada póstumamente. En 1943 empieza a escribir una obra de gran extensión titulada Ilustre familia que versa sobre la mitologìa griega. En 1953 escribe su Canto a la independencia de México y se publica Ilustre familia. Finalmente en 1958 escribe Acomixtli Nezhualcóyotl como homenaje a la toma de posesión del presidente Adolfo López Mateo.

## Obras

### Poesía
- Tropical Town and Other Poems (1918)
- A Soldier Sings (1919)
- El soldado desconocido (1922)
- Evocación de Horacio, Canto a Mérida de Yucatán en la celebración de sus Juegos Florales (1947)
- Ilustre familia (1954)
- Canto a la Independencia de México (1955)
- Evocación de Píndaro (1957)
  - Acimixili Nezahualcóyolt (1958)

### Prosa
- Los editoriales de Diógenes. 4 vols. (1951-2)
- Prolegómenos a un estudio sobre la educación que debe darse a los tiranos. (1971)

Póstuma:
- Sandino (1968)
- Antología poética (1969)
- Versos y versiones nobles y sentimentales (1974)
- Antología poética (1982)
- Antología mayor. Julio Valle- Castillo, Editor, 3 vols. (2023)